# Lotto Arena (Antwerpen)
Lotto Arena este o sală de spectacole din Antwerpen, Belgia. Ea poate găzdui 8.050 de oameni la concerte și 5.218 la evenimente sportive. Sala a fost inaugurată pe 10 martie 2007, după doar nouă luni de construcție, și se află în apropierea Sportpaleis. Lotto Arena este situată în districtul Merksem, la granița administrativă cu districtul Deurne, dincolo de autostrada de centură a Antwerpenului.
Echipa de baschet Antwerp Giants folosește sala pentru meciurile desfășurate pe teren propriu.

## Evenimente
Printre evenimentele și spectacolele care au avut sau urmează să aibă loc la Lotto Arena se numără:
2019
- Dido (23 noiembrie 2019)[4]
- Il Divo (24 octombrie 2019)[5]
- Tears for Fears (20 februarie 2019)[6]
- Lord of the Dance (25 ianuarie 2019)[7]

2018
- Symphonic Pink Floyd feat. James LaBrie (18 decembrie 2018)[8]
- A Perfect Circle (7 decembrie 2018)[9]
- Culture Club (27 noiembrie 2018)[10]
- Within Temptation (17 noiembrie 2018)[11]
- Nightwish (7 noiembrie 2018)[12]
- Bryan Ferry (7 iunie 2018)[13]
- Tears for Fears (20 mai 2018)[14]
- The Kelly Family (23 martie 2018)[15]
- Thirty Seconds to Mars (21 martie 2018)[16]
- Cirque du Soleil (8–11 martie 2018)[17]
- Festivalul Național de Interpretare al Flandrei (4 martie 2018)[18]
- Jason Derülo (2 martie 2018)[19]
- Disney on Ice (2–4 februarie 2018)[20]
- Belfius EuroHockey 2018 (12–14 ianuarie 2018)[21]